# Schizonycha singhalensis
Schizonycha singhalensis är en skalbaggsart som beskrevs av Brenske 1900. Schizonycha singhalensis ingår i släktet Schizonycha och familjen Melolonthidae. Inga underarter finns listade i Catalogue of Life.